# 六安州
六安州，是元朝时设置的州。
元朝至元十二年（1275年），六安军归附，二十八年（1291年）降为县，隶庐州路，后升为州。下领二县：六安县、英山县。明朝洪武四年（1371年）二月，属中都临濠府，州治六安县省入州。洪武十五年（1382年），改属庐州府。下领两县：英山县、霍山县。清朝雍正二年（1724年），升为六安直隸州。